# Лом, Юханна
Юханна Лом (швед. Johanna Juliana Josefa Lohm, 25 июля 1747 — 8 февраля 1834) — шведская баронесса и просветительница.

## Биография
Юханна Лом родилась в 1747 г. Она была дочерью барона, голштинского священника Юхана фон Пехлина Эдлера фон Лёвенбаха, и Маргареты Амалии Флор. Политик Карл Фредрик Пехлин, участник заговора против короля Густава III, приходился ей братом. У неё также было несколько сестёр, в том числе младшая Адольфина Ловиса. Её отец умер, когда Юханне было 10 лет.
Юханна вышла замуж за офицера Карла Юхана Лома, но после смерти мужа и ареста брата оказалась без средств к существованию и была вынуждена самостоятельно заботиться о себе и своей дочери, также названной Юханной (Жанной).
Юханна была хорошо образована, предположительно, за границей, имела репутацию хорошей учительници и благодаря весёлому нраву и общительности имела широкие знакомства в обществе, поэтому она смогла в Стокгольме в 1792 г. основать пансион и старшую школу для девочек. Открытая ею школа почти два десятилетия считалась лучшей и самой популярной школой в городе и стране. Задачей школы было воспитать идеальных жён и матерей. Некоторое время для девочек даже считалось престижным учиться в этой школе, чтобы получить репутацию образованной девушки. Сама Юханна была преподавательницей строгой, но умелой и добросовестной.
Однако к 1810 г. формат обучения в этой школе устарел, и она превратилась в обычный полупансион для учеников обоих полов. К тому же здоровье Юханны Лом пошатнулось, и она страдала подагрой. Немалую роль в снижении авторитета школы сыграло поведение дочери Юханны, Жанны Лом — особы гордой и высокомерной, вдобавок игнорирующей правила приличия. В последние годы Юханна Лом жила в основном за счёт того, что брала в долг у своих знакомых из высшего света, хотя погасить долги не могла. Когда она умерла в Стокгольме в 1834 г., её похороны пришлось оплатить королю Карлу XIV.